# Júkiči Watabe
Júkiči Watabe (渡部 雄吉, Watabe Yūkichi, 18. února 1924 – 8. srpna 1993) byl významný japonský fotograf. V roce 1989 získal cenu Higašikawy.

## Dílo
- A Criminal Investigation. Paříž: Xavier Barral; Le Bal, 2011. ISBN 978-2915173826.
- Morocco
- Postwar Japan
- To the Sea
- Alaska Eskimo
- Stakeout Diary. Tokio: Roshin, 2014. ISBN 978-4-9907230-0-2. Text japonsky a anglicky, vydáno 1000 kopií.